# Музей Олександрівської чоловічої гімназії

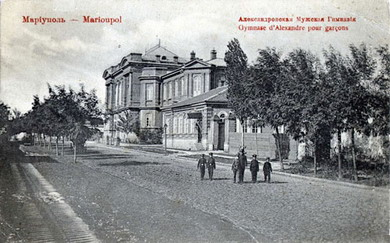
Маріупольська Олександрівська чоловіча гімназія, старовинна поштівка почfnre XX стjksnnz

Музей Олександрівської чоловічої гімназії (Маріуполь) — невеликий музей старовини та етнографії, котрий існував при Олександрівській чоловічій гімназії.

## Перші проекти музею для Маріуполя
1818 року (1 червня) Маріуполь відвідав російський імператор Олександр І. Провінційне місто мало обмаль приміщень, гідних прийняти земного бога. Тому імператора розмістили у приходському училищі, куди привезли пристойні меблі. На хвилі демонстрації прихильності до імператора і розпочалися перші проекти створення музею в Маріуполі при приходському училищі. Але ентузіазм провінціалів вщух (а що могли показати в такому музеї ?) і музей не створили.

## Музей Олександрівської чоловічої гімназії

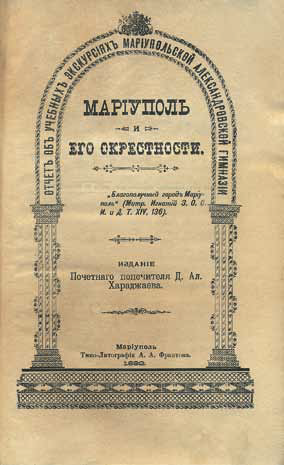
Титульна сторінка видання «Маріуполь и его окрестности», 1892 р.

До ідеї створення музею в Маріуполі звернулися приблизно через 75 років після відвідин міста давно померлого імператора. Ініціатором став директор Олександрівської чоловічої гімназії Тимошевський Григорій Іванович. В той період музей вважали закладом, де збирали та зберігали старовину та рідкісні речі. В провінційному Маріуполі, де ніколи не було потужного прошарку дворян чи носіїв дворянської культури, де ніколи не було дворянських картинних галерей чи пристойної міської бібліотеки, художнього музею не було на чому створити. В провінційному Маріуполі з картин були лише офіційні портрети царських осіб чи їх родичів та декотрих священиків, виконані провінційними богомазами…
Музей при Олександрівській гімназії і став збіркою старовини та рідкісних речей з 1893 року. Враховуючи, що це був освітній заклад, низка експонатів музею розглядалась і використовувалась як звичні учбові посібники. На тому етапі до ознак дворянської культури підтягнулись верства місцевого купецтва та освічені викладачі. Сам Тимошевський був членом Імператорського Московського Археологічного товариства та дійсним членом Катеринославської вченої архівної комісії. Музей створили і його завідувачем призначили викладача історії та географії Н. Клюєва. Його змінив викладач старовинних мов В. Г. Єфремов, котрий був також членом історичного товариства при Московському університеті.
Невеличкий потічок просвітництва в місті трохи підсилило видання «Маріуполь и его окрестности» (офіційною російською мовою), до оприлюднення котрого приклали власних зусиль саме викладачі Олександрівської гімназії. Гімназичний музей почав поволі отримувати дарунки від батьків гімназистів та добродіїв міста. Сюди передавали старовинний одяг греків і старовинну зброю, жіночі прикраси, старовинні монети.

## Нумізматичний відділ гімназичного музею
Старовинних монет було стільки, що при музеї створили нумізматичний відділ. Нумізматичним відділом почав керувати гімназичний викладач історії і географії П. Я. Беляєв. Згідно звітів  історико-церковно-археологічного музею при гімназії відомо, що нумізматичний відділ у 1894—1895 роках мав 1246 монет Російської імперії, античних, арабських і візантійських, а також іноземних.

## Археологічний відділ гімназичного музею
Директор гімназії Г. Тимошевський отримав від земства безкоштовний квиток-дозвіл на мандри уїздом з метою археологічних розшуків. Систематичних розкопок гімназичними викладачами (на щастя) не проводили, позаяк низький науковий рівень таких розкопок переслідував здобуток екзотичних або коштовних речей і монет, а наукова обробка знахідок була примітивною. Тим не менше практично хижацькі розкопки проводили. Так, відомо, що Г. Тимошевський був присутнім при розкопках низки курганів в садибі Б. В. Каменського у Бахмутському уїзді. Він же тоді привіз до музею уламки старовинної кераміки та черепа зі стародавніх поховань.
Про їх тип звісно з розкопок у давньогрецькому Херсонесі, коли з могил хижацькі видирали античну кераміку, монети і прикраси. Невелику кількість архітектурних деталей (мало пошкоджених) передавали у приватну власність, найменше — до музейного сараю. Коштовні керамічні вази, надгробки чи мозаїки, що мали помітну художню вартість, здавали до імператорських збірок. Вапнякові, мармурові та брили з пісковику дозволяли перепалювати на вапно для місцевих поселенців, що надзвичайно руйнувало археологічні залишки античних міст Причорномор'я та унеможливлювало їх повне наукове дослідження.
З допомогою дорослих гімназистів до Маріуполя вивезли вісім кам'яних (скіфських ?) баб. З хижацьких розкопок у Пантикапеї були придбані античні керамічні скульптурки та декілька зразків старовинної зброї. Все це і стало в пригоді при створенні археологічного відділу гімназичного музею.

## Друкований журнал гімназії
Маріупольська чоловіча гімназія запам'яталась не тільки бібліотекою та власним музеєм, а й друкованим журналом. Гімназія мала невеличку друкарню, статті для гімназичного журналу створювали дорослі випускники. Одне число журналу збережене в Російській національній бібліотеці в місті Санкт-Петербург, куди за законом надсилали один зразок кожного друкованого видання. Російськомовний журнал гімназії мав назву «Первоцвет»

## Відомості про декорі експонати
- Срібне кадило з Карасівської церкви
- Ікона «Святителі Харлампій, Спиридон, Міна»
- 500 пасхальних писанок та обрядових хлібів
- Якась рукописна книга, написана грецькими літерами на кримськотатарській мові

## Трагічна доля музею
Музей був знищений під час державного хаосу, в котрий перетворили країну більшовики. Процес зникнення гімназичного музею довершили роки громадянської війни. Лише рештка експонатів колишнього музею гімназії була передана у краєзнавчий музей, створений у Маріуполі ентузіастами у 1920 році. Серед небагатьох рятувальників експонатів був і Коваленко Іван Пантелійович.